# 英布
英 布（えい ふ、拼音: Yīng Bù、? - 紀元前196年）は、秦末から前漢初期にかけての武将・政治家。通称黥布（げいふ、拼音: Qíng Bù）。楚漢戦争期の九江王。前漢初期の淮南王。六（りく、現在の安徽省六安市）の出身。

## 生涯
若い頃、占い師から人相を占われ、「いずれ刑罰を受けることになるが、その後に王になるだろう」と予言された。しばらくして、本当に刑罰を受け刺青を入れられると、「私は王になれることが決定した」とかえって喜んだという。通称の黥布は、刺青を意味する「黥」の字が姓の「英」と韻を踏むことに因んでつけられたものであり、日本風に言い直せば「刺青の布さん」ということになる。

### 討秦・封王
秦末の動乱期に仲間と語らって挙兵し、秦の番陽県令であった呉芮と連携しその娘をめとる。陳勝敗死後、その将呂臣と協力して秦将章邯の別働隊を破り、楚軍の項梁に帰属して当陽君と名乗ることを許される。留で秦に対する反乱を起こしていた秦嘉と甯君が楚の公族出身の景駒を擁立したために項梁の命で、その甥の項羽の副将として討伐した。項梁が定陶で章邯の襲撃を受けて戦死した後は項羽に仕えた。
項羽の下で先鋒として活躍、鉅鹿の戦いや函谷関の攻略などで楚の冠軍として勇名を成す。一方で楚軍に降伏した秦兵20万人を殺害したとして醜名を得ている。秦滅亡後に項羽の配下では唯一九江王に封建される。一説によれば、この直後に英布は項羽の命で、衡山王に任ぜられていた岳父の呉芮らと共に義帝を殺害したという。
しかし王に封ぜられて以降、項羽と何かと対立するようになり、斉の田栄の反抗や彭城の戦いで項羽の救援要請に対して病と称してみずから出馬せず、属将の派遣にとどめている。彭城の戦いの後に紀元前204年に劉邦が派遣した説客の随何の説得に応じて、劉邦の配下として参戦することになるが、項羽が派遣した項声・龍且の軍に大敗し劉邦のもとへ逃げ落ちた。その際に妻子を置いて逃げたため、項羽の命を受けた項伯（項羽の従父）の軍勢によって九江は占領、英布の妻子は皆殺しにされている。
英布敗退後の九江郡は楚の大司馬周殷が進駐し、項羽の後方を支援していた。劉邦はすでに遊軍として後方撹乱の任にあたらせていた将軍劉賈を淮水から南下させ、九江を攻略させる。英布は劉賈と合流し周殷の帰順に成功、以前の所領を回復する。垓下の戦いでは、劉賈とともに漢軍に参戦した。
紀元前202年、垓下の戦いで項羽が滅び劉邦が皇帝（高祖）に即位。前漢が成立すると英布は淮南王に封建される。九江・廬江・衡山・豫章の4郡を領し、項羽時代の九江1郡と比較して厚遇されている。

### 反旗
しかしその後、高祖やその妻の呂雉により異姓諸侯王が次々と粛清される。紀元前196年の春に韓信が、夏に彭越が反乱を企てたとの名目で処刑され、さらに彭越の死体の肉の一部が塩漬けとして見せしめのために英布を初めとする諸侯王に高祖から送られた。そのことで自分への誅殺を恐れた英布は反乱の準備を整えはじめた。さらに自分の側室と密通を疑い監視していた家臣の中大夫の賁赫が、英布に誅殺されるのを恐れて高祖に英布の反乱の計画を密告。追い詰められた英布はついに同年の秋に反逆した。これを聞いた高祖は激怒し、英布の王位を剥奪して自分の七男の劉長を淮南王に封じた。
反逆するにあたり英布は配下を集めていう。「劉邦は病だと聞く。自身が出馬することはあるまい。大将を用いるとしても、韓信・彭越はすでになくほかの将は恐るに足らず」　国相の朱建は強く諫めるが、重臣の梁父侯は賛意を示した。
一方、高祖は諸将に対策を問う。諸将は口々にいう。「兵を発して奴を坑にするのみでございます」　高祖は暗然とする。親征はやむを得ないが、大軍をもってしても英布は強敵である。不安を察した太僕夏侯嬰が自身の賓客としていたもとの楚の令尹(高官)・薛公のその見解に耳を傾けるべきと助言する。
高祖は薛公に下問した。薛公はこたえる。「黥布の立場から考えると上中下の三計のいずれかに動くでしょう。上計を採れば関東(函谷関から東)は漢の領有ではなくなりましょう。中計を用いれば勝敗は定めがたし。下計に出れば陛下は枕を高くして寝られます」　高祖は上計を問う。「呉を取り楚を取り、斉を併せ、伝檄をもって燕・趙を従わす。韓信の計策に近し」　中計は。「呉を取り楚を取り、韓を併せ魏を降し、敖倉の粟(兵糧)を奪い成皋にて対陣する。項王の戦跡に似たり」　下計とは。「呉を取り下蔡を取り、輜重(資産)を越にゆだね長沙に逃げ場をつくる。いわば狡兎三窟です」
高祖は英布がどの計を採りうると思うかをたずねる。「下計を採るでしょう」　理由を問う。「黥布は王位にとり立てられてからは我が身を大事にして天下のことには意を注いでいません。ゆえに下計に出ると考えます」　高祖はその進言を善しとして薛公を千戸の侯に封じた。

### 会戦
高祖は相国蕭何に太子と関中を託し親征した。車騎将軍灌嬰を先鋒とし、護軍中尉陳平・右丞相酈商・車騎将軍靳歙ら諸将で中軍を固める。また、斉地に使者をおくり援兵をうながす。高祖の子・斉王劉肥はこれに従い、宿将・斉国相曹参の補佐をえて戦地へ赴く。
英布は荊王劉賈及び楚王劉交の軍を破り、劉賈を殺すなど大いに気勢を上げた。両者は蘄にて対陣する。かつて陳勝・呉広が蜂起した場所でもある。英布の布陣が項羽の布陣に似ていたため、高祖はこの事を憎んだ。高祖は「なぜ反乱を起こしたのだ？」と訊いて、英布は「ただ皇帝になりたいだけさ」と返答した。これを聞き激怒した高祖は英布と激戦し、自身が流れ矢に当たり負傷するなどしたが（のちにこの矢傷が元で死去する）、結局、英布の軍は敗れた。英布は妻の兄弟である長沙王呉臣の元へ逃れた。だが、関わるのを嫌った呉臣は英布に対し、ともに越へ逃れようと偽りの誘いを掛けた。これを信じた英布は鄱陽付近にある茲郷に至ったが、地元の者に殺害された。時に紀元前196年秋のことであった。

## 参照
- 基本的には『史記』巻91 黥布列伝、巻7 項羽本紀に従い、諸臣の記述の出自は脚注にしるす。
- 薛公の発言の解釈については以下を参照。『戦略戦術兵器事典』①中国古代編 歴史群像グラフィック戦史シリーズ、学習研究社(現 Gakken) 1993年。